# Ковтун, Владимир Павлович
Влади́мир Па́влович Ковтун (род. 27 июля 1960, Орджоникидзе) — советский и российский офицер, полковник запаса спецназа ГРУ, Герой Российской Федерации (2019).

## Биография
Родился 27 июля 1960 года во Орджоникидзе. Сын рабочего-железнодорожника. Окончил Орджоникидзевский железнодорожный техникум. 
В 1978 году призван на срочную службу в Советскую армию, служил в железнодорожных войсках. Только в 1979 году после неоднократных попыток был направлен в военное училище.
Окончил разведывательный факультет Рязанского высшего воздушно-десантного командного училища им. Ленинского комсомола в 1984 году. Служил в 10-й отдельной бригаде специального назначения ГРУ (г. Старый Крым). Но в конце того же года переведён в город Изяслав Хмельницкой области Украинской ССР, где формировался новый отряд специального назначения для отправки в Афганистан. С апреля 1985 по 1987 годы воевал на Афганской войне в 186-м отдельном отряде специального назначения 22-й отдельной бригады спецназа ГРУ. На его боевом счету свыше 150 разведвыходов, 13 уничтоженных караванов с оружием.
5 января 1987 года в Мельтанайском ущелье (провинция Кандагар), будучи старшим лейтенантом, Владимир Ковтун смог в составе группы, находившейся под общим командованием майора Евгения Сергеева, заместителя командира 186-го отряда, захватить один из трёх образцов американских ПЗРК «Стингер», которые американцы поставляли моджахедам, а также дипломат с документацией на них, включая адреса поставщиков из США. Другие два (пустой и неиспользованный) захватила досмотровая группа Василия Чебоксарова. Эти трофеи были показаны на срочной пресс-конференции в МИДе Афганистана как неопровержимое доказательство вмешательства Америки во внутренние дела страны. Несмотря на приказ, что первые, кто захватят «Стингер», будут представлены к присвоению звания Героя Советского Союза, ни Ковтуну, ни его товарищам звание присвоено не было, как выразился сам офицер — возможно, из-за «небезоблачных» отношений с начальством. На основании этих событий в 2011 году были сняты документальные фильмы «Звезду за Стингер» и «Охота на „Осу“».
За период войны в Афганистане получил семь пулевых ранений. Дважды представлялся к званию Героя Советского Союза, но награждён не был. Также он был один раз представлен к награждению орденом Ленина, три раза — к ордену Красного Знамени, два раза к ордену Красной Звезды.
С 1999 года в запасе. Работал в охранном бизнесе в Москве.
С 2000 года Владимир Ковтун работает директором птицефабрики во Владимирской области.
В 2024 году являлся доверенным лицом кандидата в президенты России Владимира Путина.

## Награды
- За героизм, мужество и отвагу, проявленные при выполнении специальных заданий в условиях, сопряженных с риском для жизни, Указом Президента Российской Федерации 15 февраля 2019 года Ковтуну Владимиру Павловичу присвоено звание Героя Российской Федерации[9][10]. Награда вручена Президентом России Владимиром Путиным на торжественном вечере в честь Дня Сил специальных операций 27 февраля 2019 года.
- За время службы награждён двумя орденами Красной Звезды[1].
- Медали СССР.
- Ордена и медали Афганистана.